# كأس هونغ كونغ 2003–04
كأس هونغ كونغ 2003–04 هو موسم من كأس هونغ كونغ. فاز فيه Happy Valley AA ‏.